# Tour solaire (cheminée)
Pour les articles homonymes, voir Tour solaire.
Ne doit pas être confondu avec Centrale solaire thermodynamique.
Une tour solaire, appelée centrale solaire aérothermique ou cheminée solaire (à ne pas confondre avec les centrales solaires thermodynamiques ni avec les tours solaires thermiques), est une centrale de production électrique qui utilise des courants d'air chauffés par le soleil pour générer de l'énergie cinétique, transformée en énergie électrique grâce à des turbines. L'invention est brevetée en 1897 par un ingénieur anglais, Alfred Rosling Bennett, et un prototype est conçu par un inventeur espagnol, Isidoro Cabanyes, en 1903,. La première centrale opérationnelle est construite en 1982 à Manzanares (Espagne) et fonctionne jusqu'en 1989.

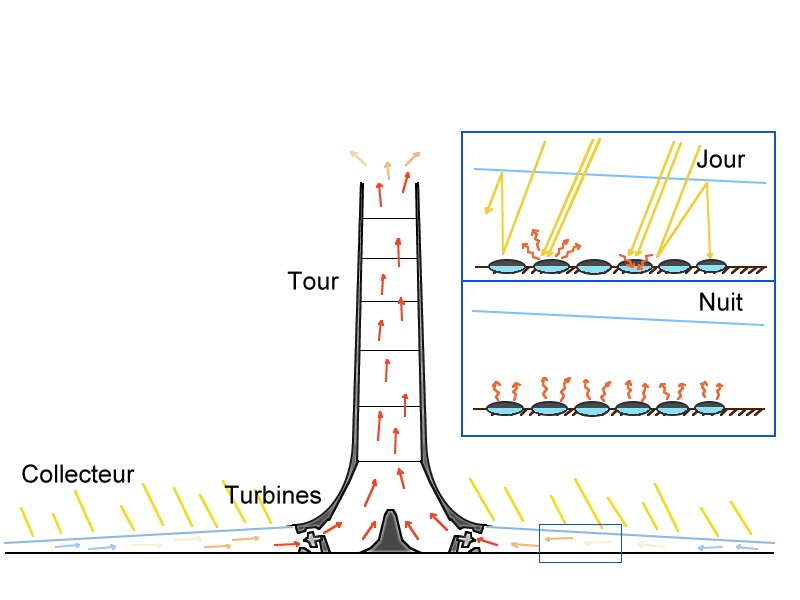
Schéma de fonctionnement d'une centrale solaire aérothermique

## Principe
Éclairé par la lumière du soleil, l'air ambiant est chauffé dans un vaste collecteur situé au niveau d'une plaine, et conduit par une cheminée qui débouche en altitude, permettant ainsi de tirer profit de la différence de température et de l'énergie potentielle de convection disponible. À la base de la cheminée se trouvent des turbines entraînant des générateurs électriques permettant de produire de l'électricité.

## Historique
- En 1897, un brevet de « moteur à air » est déposé par un ingénieur anglais, Alfred Rosling Bennett (en)[3]. Il dépose un second brevet sur le sujet en 1911[4]. Un prototype, construit en 1919 par la société Albert H. Holmes & Son, Londres, est exposé au Musée de la science de Londres.
- En 1903, un brevet de « moteur aéro-solaire » est déposé par le colonel espagnol Isidoro Cabanyes (es)[5],[1],[2].
- En 1982, un prototype est construit en Espagne par l'ingénieur allemand Jörg Schlaich. Prévu pour durer trois ans, il fonctionne jusqu'en 1989[6].

## Réalisation

### La centrale de Manzanares (1982-1989)

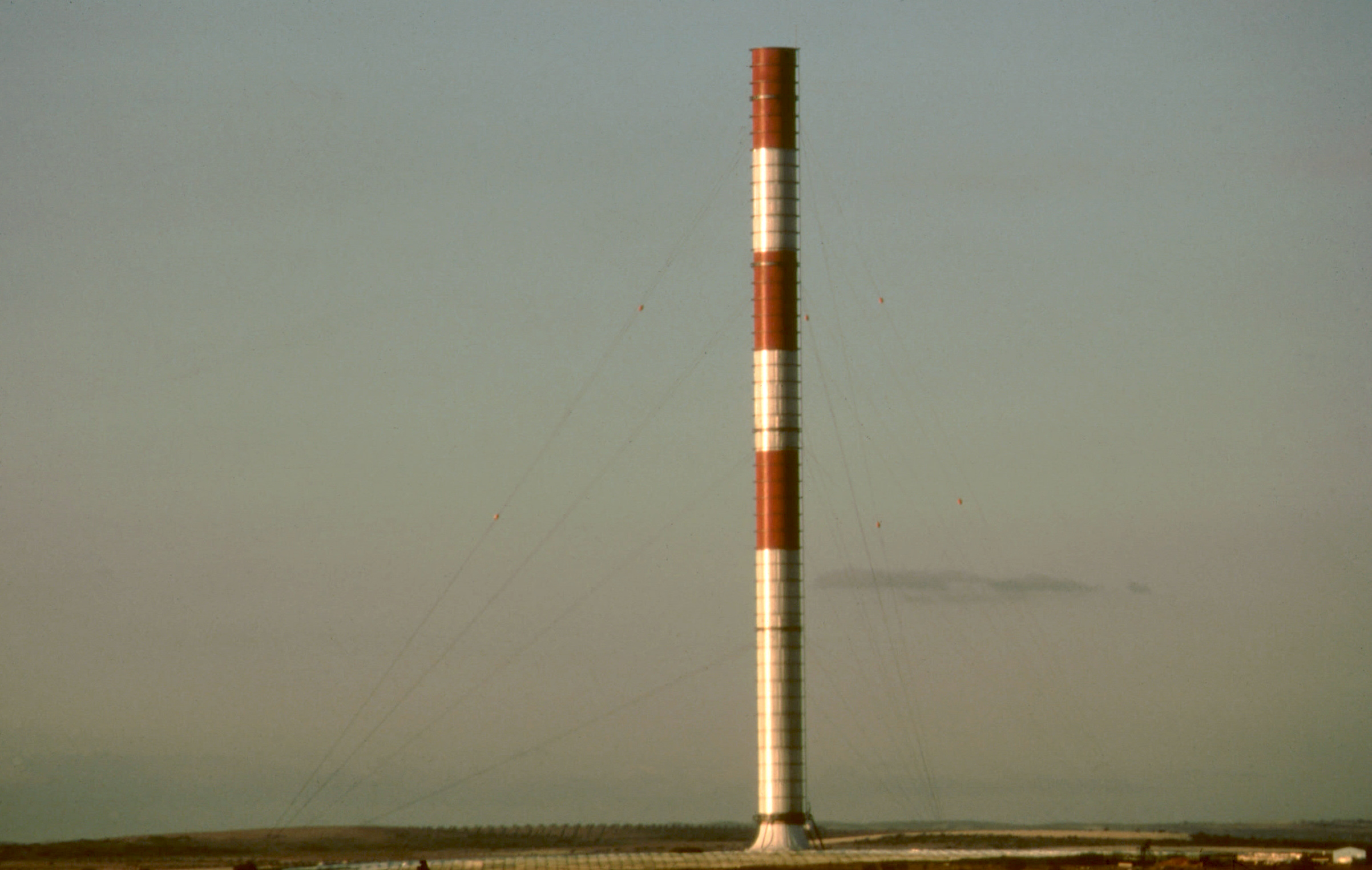
Centrale solaire aérothermique de Manzanares, dont la cheminée culmine à 195 mètres d'altitude

La première tour solaire opérationnelle est celle de Manzanares (ville espagnole à 150 kilomètres de Madrid). Une centrale expérimentale est construite en 1982 sous la direction de l'ingénieur allemand Jörg Schlaich par le cabinet allemand Schlaich Bergermann & Partners grâce à un financement du Ministère allemand de la recherche et de la technologie. Elle est composée d'une cheminée cylindrique de 195 mètres de haut et de 10 m de diamètre, au centre d'un collecteur solaire circulaire de 244 m de diamètre avec 6 000 m2 de vitrages à 2 m au-dessus du sol, permettant de chauffer l'air. La puissance prévue est de 50 kW. Conçue comme une structure pilote qui ne devait durer que trois ans, elle fonctionne jusqu'en 1989, jusqu'à ce qu'une tempête brise la cheminée mal haubanée. À l'époque, le coût du kilowatt-heure de la centrale est cinq fois supérieur aux centrales thermiques classiques.

### La centrale de Jinshawan (2010)
Construite en Mongolie, près de Jinshawan, une centrale de 200 kW est entrée en opération en décembre 2010. Résultat d'une coopération entre l'Université de science et technologie de la Mongolie intérieure (IMUST) et l'Université technologique de Madrid, la centrale coute 208 millions de dollars. Cependant, selon Patrick Cottam et Rudolf Bergermann qui ont visité le site, la centrale n'est jamais opérationnelle à cause d'erreurs de fabrication.

## Projets
De nombreux projets ont vu le jour, sans succès :
- conduit à flanc de montagne (1926), proposé par Bernard Dubos à l'Académie des sciences[8],[9],[10]

- tour solaire souple autoporteuse (2008), développée en 2013 par l'entreprise Lindstrand Technologies Ltd et Patrick Cottam[11],[12],[13]
- tour à vortex (2009), développée par Neven Ninic et Sandro Nizetic[14],[15],[16]
- tour solaire appelé Projet de Buronga (2010), développé par la société Enviromission en Australie

## Homonymies
- Une tour solaire est aussi un instrument scientifique pour examiner le soleil : tour solaire de Meudon.
- Une tour solaire est le constituant principal de certaines centrales solaires thermodynamiques.
- La Tour solaire est un gratte-ciel du Mans.

### Publication scientifique
- (en) Michaud L. M., « Vortex process for capturing mechanical energy during upward heat-convection in the atmosphere », Applied Energy, vol. 62, no 4,‎ 1999, p. 241–251 (DOI 10.1016/S0306-2619(99)00013-6, lire en ligne [PDF])
- (en) Michele G. Melaragno, Preliminary Design of Bridges for Architects and Engineers, New York, Marcel Dekker Inc., 1998 (ISBN 0-8247-0184-4, lire en ligne), p. 38-41
- (en) Schlaich, Jörg, Rudolf Bergermann, Wolfgang Schiel et Gerhard Weinrebe, « Design of Commercial Solar Updraft Tower Systems – Utilization of Solar Induced Convective Flows for Power Generation », Journal of Solar Energy Engineering, vol. 127, no 1,‎ février 2005, p. 117-124 (DOI 10.1115/1.1823493, lire en ligne)
- (en) Schlaich, Jörg, The Solar Chimney: Electricity from the Sun, Axel Menges, 1995 (ISBN 3-930698-69-2)